# Parcoblatta desertae
Parcoblatta desertae är en kackerlacksart som först beskrevs av Rehn, J. A. G. och Morgan Hebard 1909.  Parcoblatta desertae ingår i släktet Parcoblatta och familjen småkackerlackor. Inga underarter finns listade i Catalogue of Life.